# 이보근
이보근(李輔根, 1986년 4월 30일 ~ )은 전 KBO 리그 kt 위즈의 투수이다.

## 현대 유니콘스시절
2005년에 2차 5라운드 지명을 받아 입단하였다. 2005년 6월 1일 두산전에서 데뷔 첫 선발 등판했다.

## 넥센 히어로즈&키움 히어로즈시절

### 2009년시즌
5월 26일 두산전에서 구원 등판해 데뷔 첫 승을 거뒀다. 같은 해 5월 29일, 5월 30일에는 롯데전에서 구원 등판해 2경기 연속 구원 승을 기록했다. 그 해에 구원 투수로만 90이닝 가까이 투구하며 7승 7패, 4홀드를 기록했고 마무리 투수로도 등판해 7세이브를 기록하며 팀의 불펜 투수 중 가장 쏠쏠한 활약을 펼쳤다.

### 2010년시즌
커리어 하이를 기록했지만 다소 부족한 시즌을 지냈다. 그러나 많은 경기에 등판해 롱 릴리프 역할을 충실히 잘 해 냈다. 75이닝을 투구하여 1승 2패, 4홀드를 기록했다.

### 2011년시즌
전과 같은 팀의 불펜 마당쇠 역할을 해내며 팀 내 불펜 투수 중 최다 이닝을 소화했으며 전체 투수들 중 5번째로 많은 이닝인 87.2이닝을 소화했다. 5월 초까지는 컨트롤 난조로 볼넷도 많이 내 주는 등 불안한 모습을 많이 보였다. 5월 8일 경기 직후 5월 9일에 2군으로 내려갔고, 이 후 약 한 달간 2군에서 지냈다. 1군 재등록일인 6월 8일 이후에는 안정감을 보이기 시작했고 시즌이 끝날 때까지 팀의 핵심 중간 계투 역할을 해 냈다. 최종 성적은 5승 3패, 5홀드, 1세이브, 3점대 평균자책점으로 2009년, 2010년에 비해 더 나아진 모습을 보였다.

### 2013년시즌
쏠쏠한 활약을 보이며 '보-근'이라는 애칭을 받았다. 2013 시즌 후 공익근무요원으로 대체 복무했다.

### 2016년시즌
공익 근무를 마치고 팀에 복귀했다.
시즌 5승 7패, 25홀드, 4점대 평균자책점을 기록하며 시즌 홀드 1위를 달성해 개인 첫 홀드왕 타이틀을 차지했다.

### 2017년시즌
중간 계투와 마무리 투수를 번갈아 소화하며 55경기에 등판해 6승 2패, 6세이브, 5점대 평균자책점을 기록했다.

### 2018년시즌
전년보다 평균자책점을 1점 이상 낮추며 7승 6패, 4점대 평균자책점을 기록했다. 24홀드를 기록하며 홀드 2위를 기록했다.

## kt 위즈시절
2020년 KBO 리그 2차 드래프트를 통해 이적하였다. 2021년 10월에 방출됐다.

## 출신 학교
- 서울봉천초등학교
- 서울 강남중학교
- 서울고등학교
- 한국방송통신대학교

## 통산 기록
| 연도 | 팀명     | 평균자책점 | 경기 | 완투 | 완봉 | 승 | 패 | 세 | 홀 | 승률  | 타자 | 이닝 | 피안타 | 피홈런 | 볼넷 | 사구 | 탈삼진 | 실점 | 자책점 |
| ---- | -------- | ---------- | ---- | ---- | ---- | -- | -- | -- | -- | ----- | ---- | ---- | ------ | ------ | ---- | ---- | ------ | ---- | ------ |
| 2005 | 현대     | 2.45       | 14   | 0    | 0    | 0  | 2  | 0  | 0  | 0.000 | 105  | 25.2 | 22     | 3      | 10   | 0    | 16     | 13   | 7      |
| 2006 | 현대     | 3.62       | 22   | 0    | 0    | 0  | 2  | 1  | 0  | 0.000 | 159  | 37.1 | 35     | 1      | 17   | 1    | 25     | 15   | 15     |
| 2007 | 현대     | 11.70      | 9    | 0    | 0    | 0  | 1  | 0  | 0  | 0.000 | 52   | 10   | 15     | 1      | 6    | 1    | 9      | 13   | 13     |
| 2008 | 우리     | 8.59       | 5    | 0    | 0    | 0  | 0  | 0  | 0  | -     | 39   | 7.1  | 12     | 0      | 6    | 0    | 7      | 7    | 7      |
| 2009 | 히어로즈 | 4.26       | 52   | 0    | 0    | 7  | 7  | 7  | 4  | 0.500 | 376  | 88.2 | 74     | 9      | 44   | 6    | 58     | 50   | 42     |
| 2010 | 넥센     | 4.32       | 52   | 0    | 0    | 1  | 2  | 0  | 4  | 0.333 | 323  | 75   | 71     | 5      | 45   | 5    | 35     | 38   | 36     |
| 2011 | 넥센     | 3.49       | 56   | 0    | 0    | 5  | 3  | 1  | 5  | 0.625 | 386  | 87.2 | 92     | 5      | 42   | 1    | 52     | 37   | 34     |
| 2012 | 넥센     | 5.27       | 27   | 0    | 0    | 3  | 1  | 0  | 0  | 0.750 | 184  | 41   | 42     | 3      | 18   | 4    | 17     | 26   | 24     |
| 2013 | 넥센     | 4.31       | 28   | 0    | 0    | 1  | 3  | 0  | 1  | 0.250 | 169  | 39.2 | 43     | 2      | 11   | 3    | 18     | 19   | 19     |
| 2016 | 넥센     | 4.45       | 67   | 0    | 0    | 5  | 7  | 0  | 25 | 0.417 | 290  | 64.2 | 69     | 3      | 27   | 6    | 56     | 36   | 32     |
| 2017 | 넥센     | 5.47       | 55   | 0    | 0    | 6  | 2  | 6  | 18 | 0.750 | 236  | 52.2 | 62     | 9      | 17   | 0    | 58     | 32   | 32     |
| 2018 | 넥센     | 4.28       | 64   | 0    | 0    | 7  | 6  | 0  | 24 | 0.538 | 263  | 61   | 66     | 6      | 14   | 4    | 54     | 36   | 29     |
| 2019 | 키움     | 9.72       | 19   | 0    | 0    | 0  | 2  | 0  | 3  | 0.000 | 80   | 16.2 | 29     | 1      | 4    | 0    | 12     | 18   | 18     |
| 2020 | kt       | 2.51       | 49   | 0    | 0    | 3  | 1  | 6  | 9  | 0.750 | 192  | 46.2 | 42     | 2      | 12   | 2    | 27     | 17   | 13     |
| 2021 | kt       | 15.55      | 16   | 0    | 0    | 0  | 1  | 0  | 1  | 0.000 | 68   | 11   | 28     | 4      | 7    | 0    | 9      | 20   | 19     |
| 통산 | 15시즌   | 4.60       | 535  | 0    | 0    | 38 | 40 | 21 | 94 | 0.494 | 2922 | 665  | 702    | 54     | 280  | 33   | 453    | 377  | 340    |